# Wahlenbergia krebsii
Wahlenbergia krebsii är en klockväxtart som beskrevs av Adelbert von Chamisso. Wahlenbergia krebsii ingår i släktet Wahlenbergia och familjen klockväxter.

## Underarter
Arten delas in i följande underarter:
- W. k. arguta
- W. k. krebsii